# مكتبة داغ همرشولد
مكتبة داغ همرشولد هي مكتبة تقع في مقر الأمم المتحدة في مانهاتن في نيويورك. سميت كذلك تيمنا باسم الأمين العام الثاني للأمم المتحدة داغ همرشولد وهي متصلة بمبنى الأمانة العامة وقاعة المؤتمرات عن طريق ممرات على مستوى سطح الأرض وتحتها.
تختص المكتبة بمجالين رئيسيين، يتجسد الأول في كونها مستودعا رئيسيا للوثائق ومنشورات المنظمة حيث يحتفظ بمجموعة مختارة من الوثائق، من الوكالات المتخصصة والهيئات التابعة للأمم المتحدة. فيما يتجسد دورها الثاني في جمع الكتب والدوريات والمواد الأخرى المتعلقة ببرامج عمل المنظمة.

## المهام
تتمثل المهمة الرئيسية للمكتبة في تزويد الوفود والأمانة العامة للأمم المتحدة والمجموعات الرسمية الأخرى في المنظمة بالوثائق والمعلومات اللازمة لأداء وظائفهم، في أسرع وقت ممكن. ويتم تحديد المستندات التي سيتم جمعها والخدمات التي سيتم تقديمها من خلال احتياجات هؤلاء المستخدمين الأساسيين.
وكلما أمكن، تتاح خدمات المكتبة لوكالات الأمم المتحدة المتخصصة وممثلي وسائل الإعلام المعتمدين والمنظمات الحكومية الدولية والمنظمات غير الحكومية والمؤسسات التعليمية والأكاديميين والكتاب.
قامت المكتبة بإنشاء وتطوير تصنيف الأمم المتحدة المطبق على الوثائق الرسمية المنشورة.
توفر المكتبة الوثائق الرسمية للوفود والأمانة العامة ومجموعات الأمم المتحدة الرسمية الأخرى، فضلاً عن حرية الوصول إلى وسائل الإعلام في جميع أنحاء العالم.
المكتبة ليست مفتوحة لعامة الناس ولكنها تحتفظ بالعديد من قواعد البيانات والمواقع الإلكترونية التي تهم الباحثين:
- نظام الأمم المتحدة للمعلومات الببليوغرافية (UNBISnet) - فهرس المكتبة وقائمة فهارس الإجراءات ويوفران إمكانية الوصول إلى وثائق الأمم المتحدة الرسمية، مثل المحاضر وملخصات الاجتماعات والإجراءات التي تتخذها الهيئات الرئيسية. وتتضمن شبكة النظام أيضًا قاعدة بيانات الأصوات والخطب. متوفر باللغات العربية والصينية والإنجليزية والفرنسية والروسية والإسبانية.
- أدلة أبحاث وثائق الأمم المتحدة - وتضم سلسلة من الأدلة المواضيعية حول الموضوعات المتعلقة بأنشطة الأمم المتحدة ودليل متخصص بشأن وثائق الأمم المتحدة. متوفر باللغات العربية والصينية والإنجليزية والفرنسية والروسية والإسبانية.
- اسأل DAG! - هي قاعدة بيانات توفر مئات الأسئلة والأجوبة حول هيئات الأمم المتحدة ووثائقها والمفاوضات الجارية داخلها، فضلاً عن الخدمات والموارد التي تقدمها المكتبة. متوفر باللغات الإنجليزية والفرنسية والإسبانية.
- الدول الأعضاء طوال الدورات - موقع يتيح لكل دولة عضو في المنظمة الوصول إلى القرارات ومشاريع القرارات والخطب والتقارير ذات الصلة.